# جان فرانسوا لاريوس
جان فرانسوا لاريوس (بالفرنسية: Jean-François Larios) (27 أغسطس 1956 في سيدي بلعباس) لاعب كرة قدم فرنسي ذو أصول إسبانية معتزل كان يجيد اللعب في مركز الوسط .
بدأ مسيرته الرياضية في نادي سانت إتيان ثم انتقل إلى نادي باستيا إعارة لمدة موسم واحد 1977-1978 وساهم في التأهل إلى المباراة النهائية لبطولة كأس الاتحاد الأوروبي ولكنه خسر من نادي بي إس في آيندهوفن الهولندي 0-3 في مجموع المباراتين . عاد إلى نادي سانت إتيان وساهم في الوصول إلى الدور الربع النهائي من بطولة كأس الاتحاد الأوروبي مرتين 1980 و1981 وببطولة دوري الدرجة الأولى سنة 1981 والتأهل إلى المباراة النهائية لبطولة كأس فرنسا مرتين 1981 و1982 ووصافة بطولة دوري الدرجة الأولى 1982 . ثم انتقل إلى عدة أندية من دون تحقيق أي نتائج مبهرة حتى قرر الاعتزال في سنة 1988 .
شارك في 17 مباراة دولية مع منتخب فرنسا مسجلا 5 أهداف في حقبة السبعينات والثمانينات . تم استدعائه للمشاركة في بطولة كأس العالم 1982 ولكنه قرر الانسحاب قبل بداية البطولة بسبب إقامته علاقة عاطفية مع زوجة نجم منتخب فرنسا آنذاك ميشيل بلاتيني .

## روابط خارجية
- جان فرانسوا لاريوس على موقع الاتحاد الدولي (مؤرشف)  (الإنجليزية)
- جان فرانسوا لاريوس على موقع الاتحاد الأوربي (الإنجليزية)
- جان فرانسوا لاريوس على موقع قاعدة بيانات كرة القدم.إي يو (الإنجليزية)
- جان فرانسوا لاريوس على موقع ناشيونال فوتبول تيمز (الإنجليزية)
- جان فرانسوا لاريوس على موقع عالم كرة القدم.نت (الإنجليزية)